# Ömer Erdoğan
Pour les articles homonymes, voir Erdoğan.
Ömer Erdoğan, né le 3 mai 1977 à Cassel (Allemagne de l'Ouest) est un footballeur international turc reconverti en entraîneur. 

## Statistiques

### Statistiques de joueur
Dernière mise à jour le 26 février 2012.
| Saison    | Club           | Total  | Total | Championnat | Championnat | Championnat | Coupe d'Europe | Coupe d'Europe | Coupe d'Europe | Coupes nationales | Coupes nationales |
| Saison    | Club           | Matchs | Buts  | Division    | Matchs      | Buts        | Type           | Matchs         | Buts           |                   |                   |
| Saison    | Club           | Matchs | Buts  | Division    | Matchs      | Buts        | Type           | Matchs         | Buts           | Matchs            | Buts              |
| --------- | -------------- | ------ | ----- | ----------- | ----------- | ----------- | -------------- | -------------- | -------------- | ----------------- | ----------------- |
| 1998-1999 | Erzurumspor    | 35     | 1     | Süperlig    | 29          | 1           | -              | -              | -              | 6                 | -                 |
| 1999-2000 | Erzurumspor    | 34     | 2     | Süperlig    | 32          | 2           | -              | -              | -              | 2                 | -                 |
| 2000-2001 | Erzurumspor    | 29     | 1     | Süperlig    | 28          | 1           | -              | -              | -              | 1                 | -                 |
| 2001-2002 | Diyarbakırspor | 30     | 2     | Süperlig    | 28          | 2           | -              | -              | -              | 2                 | -                 |
| 2002-2003 | Diyarbakırspor | 33     | 0     | Süperlig    | 31          | -           | -              | -              | -              | 2                 | -                 |
| 2003-2004 | Galatasaray SK | 20     | 2     | Süperlig    | 16          | 2           | C1             | 2              | -              | 2                 | -                 |
| 2004-2005 | Malatyaspor    | 25     | 1     | Süperlig    | 24          | 1           | -              | -              | -              | 1                 | -                 |
| 2005-2006 | Malatyaspor    | 33     | 3     | Süperlig    | 30          | 3           | -              | -              | -              | 3                 | -                 |
| 2006-2007 | Bursaspor      | 22     | 1     | Süperlig    | 17          | 1           | -              | -              | -              | 5                 | -                 |
| 2007-2008 | Bursaspor      | 33     | 1     | Süperlig    | 31          | 1           | -              | -              | -              | 2                 | -                 |
| 2008-2009 | Bursaspor      | 37     | 3     | Süperlig    | 31          | 2           | -              | -              | -              | 6                 | 1                 |
| 2009-2010 | Bursaspor      | 33     | 5     | Süperlig    | 30          | 5           | -              | -              | -              | 3                 | -                 |
| 2010-2011 | Bursaspor      | 33     | 2     | Süperlig    | 24          | 2           | C1             | 6              | -              | 3                 | -                 |
| 2011-2012 | Bursaspor      | 23     | 1     | Süperlig    | 19          | -           | C3             | 3              | -              | 1                 | 1                 |

### Statistiques d'entraîneur
| Club                | Début           | Fin            | Résultats | Résultats | Résultats | Résultats | Résultats |
| Club                | Début           | Fin            | M         | V         | N         | D         | V. %      |
| ------------------- | --------------- | -------------- | --------- | --------- | --------- | --------- | --------- |
| Fatih Karagümrük SK | 17 janvier 2020 | 25 juin 2020   | 12        | 5         | 6         | 1         | 41,67     |
| Hatayspor           | 27 août 2020    | 23 mai 2022    | 82        | 35        | 18        | 29        | 42,68     |
| MKE Ankaragücü      | 31 août 2022    | 6 février 2023 | 21        | 9         | 3         | 9         | 42,86     |
| Alanyaspor          | 22 avril 2023   |                | 6         | 2         | 0         | 4         | 33,33     |
| Total               | Total           | Total          | 121       | 51        | 27        | 43        | 42,15     |

## Palmarès

### Palmarès de joueur

#### En club
| FC St. Pauli Amateure - Coupe de Hambourg (en) - Vainqueur en 1998 |  | Bursaspor - Championnat de Turquie - Champion en 2010 |